# Lucien Halter
Lucien Halter, né en 1911, est un joueur de football français actif dans les années 1930. Son poste est milieu de terrain ou demi-droit.

## Carrière de joueur
Lucien Halter joue comme footballeur amateur sous le maillot du Racing Club de Strasbourg à partir de 1929. À l'introduction du professionnalisme en France en 1932, le club choisi de garder son statut amateur. Lucien Halter change alors de club et rejoint le FC Mulhouse, qui passe professionnel en 1932. Il retourne dans le club strasbourgeois une saison plus tard lorsque le RC Strasbourg opte à son tour pour le statut professionnel.
Il reste alors au Racing six saisons jusqu'en 1939, devenant au passage vice-champion de France en 1935 et finaliste de la Coupe de France en 1937. Il est notamment capitaine de l'équipe lors de la finale de Coupe de France 1937, et demeure le joueur le plus capé du club lors des années 30 (près de 200 matchs disputés).
Lucien Halter fait également partie de l'équipe de France B.

## Palmarès
- Championnat de France de football
  - Vice-champion en 1935
- Coupe de France de football
  - Finaliste en 1937

## Statistiques
Lucien Halter dispute 18 matchs de Division 1 avec le FC Mulhouse en 1932-1933 puis 147 avec le RC Strasbourg de 1934 à 1939.